# Maestoso

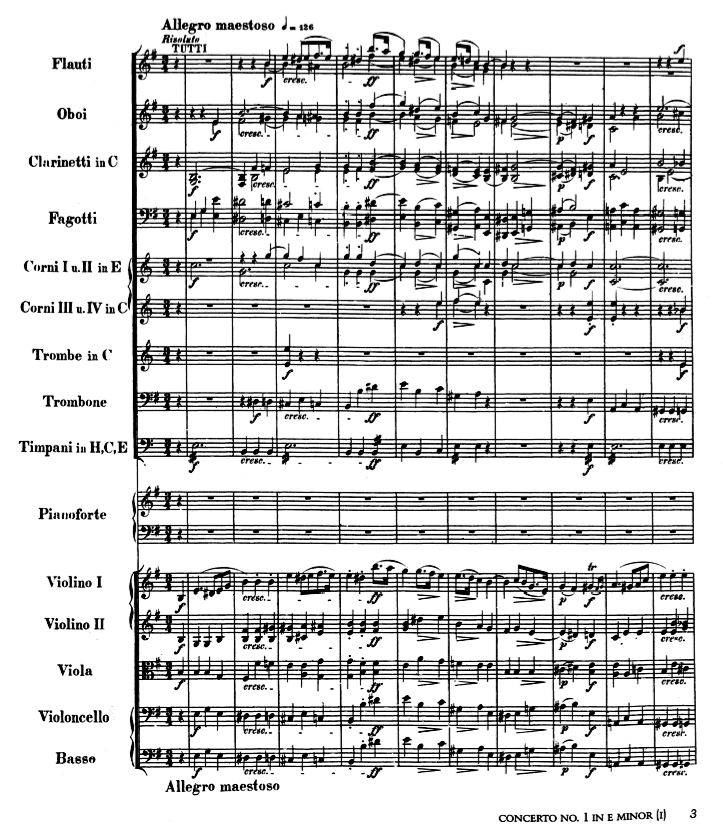
La primera página de la partitura del Concierto para piano n.º 1 en mi menor de Frédéric Chopin, op. 11 un ejemplo de Maestoso

Maestoso (que en  italiano significa "majestuoso", "lleno de dignidad") en notación musical es una indicación del carácter de una pieza, así como giocoso ('juguetón'), misterioso, etc.

## Descripción
El término maestoso se emplea para indicar a los intérpretes que toquen un determinado pasaje de música de una manera majestuosa, digna y señorial (a veces como una marcha) o, se utiliza para describir la música como tal. Generalmente el compositor utiliza este carácter cuando la composición cuenta con un movimiento lento. Aunque también existen casos de allegro maestoso, que ayuda al director de orquesta a no darle un carácter demasiado festivo (allegro) a la obra.

## Ejemplos
Los ejemplos más comunes de maestoso son los siguientes:
- El primer movimiento del Concierto para piano n.º 21 de Mozart.
- El primer movimiento del Concierto para flauta n.º 1 de Mozart. En esta pieza el maestoso señalado se puede tocar en un tempo más rápido.
- Land of Hope and Glory de Elgar.[3]
- El primer movimiento de la Sinfonía n.º 6 de Anton Bruckner.[3]
- El primer movimiento de la Sinfonía n.º 9 de Beethoven.
- Polonesa en La bemol mayor, op. 53 de Chopin.[3]
- Estudio n.º 13, op. 48 de Mauro Giuliani.
- El segundo movimiento de la Sinfonía n.° 1 de Scriabin.

La indicación maestoso también se emplea muy a menudo en piezas que se pretende que suenen triunfales, grandes y heroicas como la obra Olympic Fanfare and Theme compuesta por John Williams. 
El primer movimiento del Concerto n.º 2 denominado "Allegro Maestoso" de Chopin.